# باشگاه فوتبال میرن
باشگاه فوتبال میرن (انگلیسی: FC Meyrin) یک باشگاه فوتبال در شهر میرن سوئیس است. این باشگاه در لیگ دسته اول فوتبال سوئیس بازی می‌کند. این باشگاه در سال ۱۹۱۴ تأسیس شده‌است.